# Cosmia affineola
Cosmia affineola är en fjärilsart som beskrevs av Embrik Strand 1921. Cosmia affineola ingår i släktet Cosmia och familjen nattflyn. Inga underarter finns listade i Catalogue of Life.